# Polkwitz-Raudtener Kleinbahn
Die Polkwitz-Raudtener Kleinbahn AG schloss die schlesische Kleinstadt Heerwegen, die bis 1937 den Namen Polkwitz trug, an das Eisenbahnnetz an.

## Geschichte

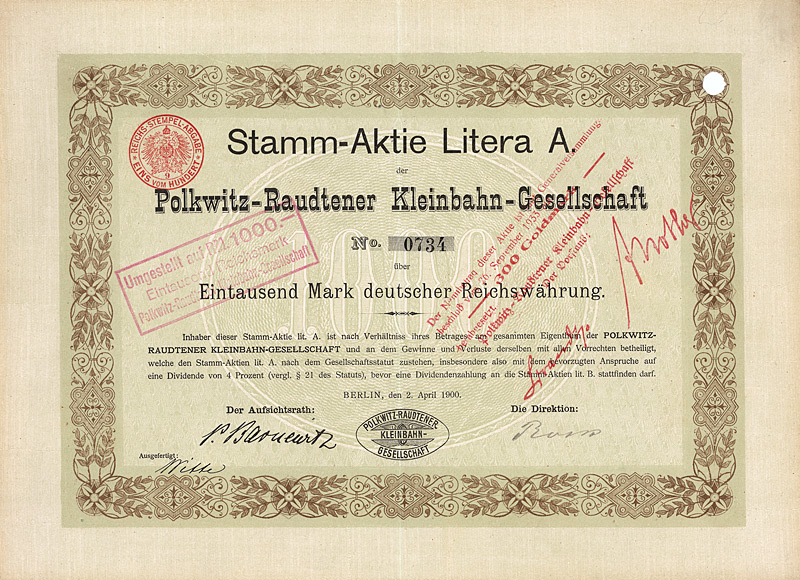
Aktie über 1000 Mark der Polkwitz-Raudtener Kleinbahn-Gesellschaft vom 2. April 1900

Am Ende des 19. Jahrhunderts war die Kleinstadt Polkwitz im Süden des Kreises Glogau noch immer ohne Bahnverbindung. Daher gründeten der Preußische Staat mit der Stadt und der Vereinigten Eisenbahnbau- und Betriebs-Gesellschaft am 3. Mai 1899 eine Kleinbahngesellschaft unter dem Namen Polkwitz–Raudtener Kleinbahn AG.
Diese eröffnete am 13. April 1900 eine normalspurige Bahnstrecke von 17 Kilometern Länge. Sie begann am Bahnhof Raudten (später: Raudten-Queissen) im Kreis Lüben an der Hauptbahn Glogau–Breslau und verlief in westlicher Richtung nach Polkwitz, wo die Strecke am Ostrand der Stadt endete.
Den Betrieb führte bis Ende des Jahres 1909 die Vereinigte Eisenbahnbau- und Betriebs-Gesellschaft aus Berlin, die noch 1940 siebzig Prozent des Aktienkapitals besaß. Dann übernahm die Kleinbahn-Gesellschaft selbst die Betriebsführung. Nachdem die Stadt Polkwitz 1937 in Heerwegen umbenannt worden war, hieß die Firma der Kleinbahn ab 17. November 1938 Heerwegen-Raudtener Kleinbahn AG.
Der Personenverkehr war stets bescheiden. Waren 1914 noch drei Zugpaare täglich auf der Strecke, so blieben seit den 1920er Jahren nur noch zwei im Einsatz; überdies ruhte in den 1930er und 1940er Jahren der Verkehr an Sonntagen. Ursache war eine Kraftpostlinie, die täglich zweimal von Polkwitz/Heerwegen direkt nach Glogau fuhr.
Im Jahre 1939 umfasste der Fahrzeugpark drei Dampflokomotiven sowie je zwei Personen-, Pack- und Güterwagen.

## Strecke
- 0,0 Raudten-Queissen (bis 1935: Raudten)
- 2,5 Raudten Haltepunkt (1914: Raudten Stadt)
- 5,5 Polach
- 8,4 Barschau
- 11,1 Tarnau-Kummernick (1939: Eichbach)
- 17,6 Polkwitz (1937: Heerwegen)